# Militärflugplatz Bur Sudan

i7
i11
i13
Der Militärflugplatz Bur Sudan (englisch Port Sudan Military Airport) ist ein Militärflugplatz in der Hafenstadt Bur Sudan in Sudan. Er befindet sich etwa 5 km südlich des Stadtzentrums, weitere 15 km südlich liegt der zivile Flughafen Bur Sudan.